# رعاية الحيوانات في مصر
رعاية الحيوانات في مصر قضية مهملة. لا يوجد سوى عدد قليل من المنظمات التي تدعم حقوق ورفاهية الحيوانات.

## مسائل
هناك الكثير من المشكلات المتعلقة بحقوق الحيوان في مصر. لا يتم تثقيف الناس بشكل صحيح حول هذا الموضوع، ولا توجد قوانين صارمة ضد القسوة على الحيوانات، فهذه الحالات مثل الجراء الغارقين، أو دفن القطط على قيد الحياة أو ضرب رؤوس الحيوانات على الجدران لا يلاحظها أحد.

### العمل الحمير
هناك حمير تتعرض لسوء المعاملة في شوارع مصر حيث يتعرضون للإرهاق والإيذاء بالسياط أو العصي ويعانون من سوء التغذية. أظهرت دراسة أن تعداد الحمير في مصر قد تذبذب على مدى 30 عامًا من 1966 إلى 1996. في عام 1966 كان عدد السكان 1162 ؛ في عام 1976 كان 1,568. في عام 1986 كان 1,879 وفي عام 1996 كان 1690.

### حديقة حيوان الإسكندرية

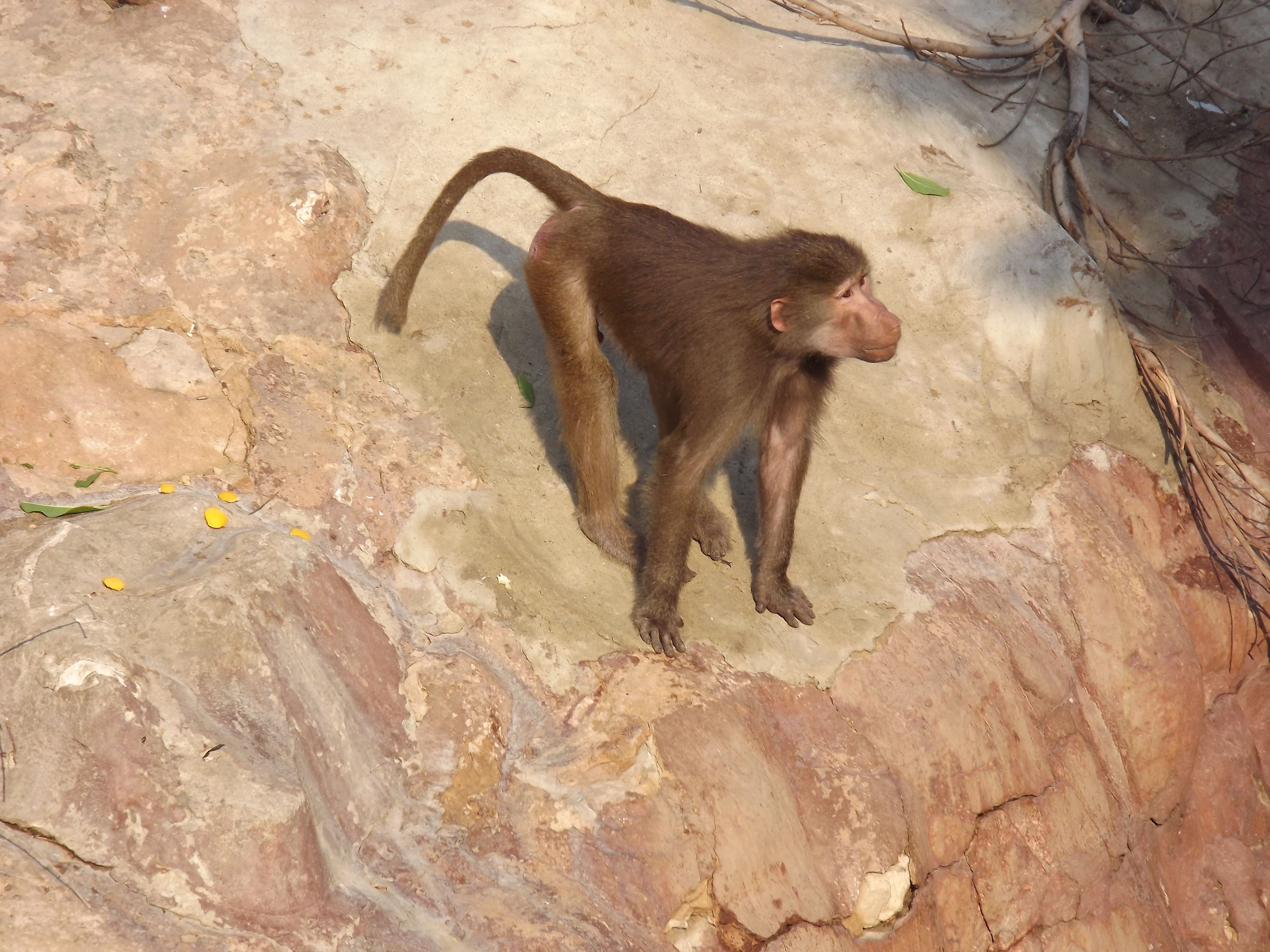
رباح مقدس في حديقة حيوان الإسكندرية.

كانت حديقة حيوان الإسكندرية مصدراً لتقارير رعاية الحيوانات السيئة في السنوات الأخيرة. تقارير عن إساءة معاملة الحيوانات، بما في ذلك الضرب وأحياء المعيشة المشددة، والفضلات العامة كانت في كثير من الأحيان في الأخبار.
في فبراير / شباط 2015، دخل رجلان إلى حديقة حيوان الإسكندرية وضربوا قردة الحمرايات بالعصي بينما شاهدها العشرات من رواد حديقة الحيوان وضحوا. فر معظم القرود إلى قمة العلبة من أجل الأمان. وتعرض كثيرون آخرون للضرب على أيدي الرجال بينما كان الناس في الحشد يهتفون ويضحكون ويصفقون.
أمضى الرجلان قدرا كبيرا من الوقت في العلبة القرد ولم يتدخل الأمن في حديقة الحيوان. في نهاية المطاف، غادر الرجال المكان دون أن يعتقلوا ودون أي معاناة.

### آثار الاضطرابات السياسية
بعد ثورة 25 يناير، توقفت السياحة في مصر. لأن ذلك كان المصدر الوحيد للدخل لأولئك الذين يعملون في مناطق الجذب السياحي، لم يتمكنوا من رعاية حيواناتهم ونتيجة لذلك، كانوا يعانون. تمكنت الجمعية المصرية لأصدقاء الحيوانات (ESAF) من إطعام 700 خيل، وتم توفير الرعاية البيطرية، وتم توزيع أقنعة الأنف والأقنعة الطائرة. في أربعة أيام، تم إطعام 526 حيوانًا وتم في نهاية المطاف استخدام 1857 من الخيول والحمير و 94 من الإبل لاستخدام المساعدات من جمعية الرفق بالحيوان الدولي (HSI).

### اعدام الحيوانات الضالة

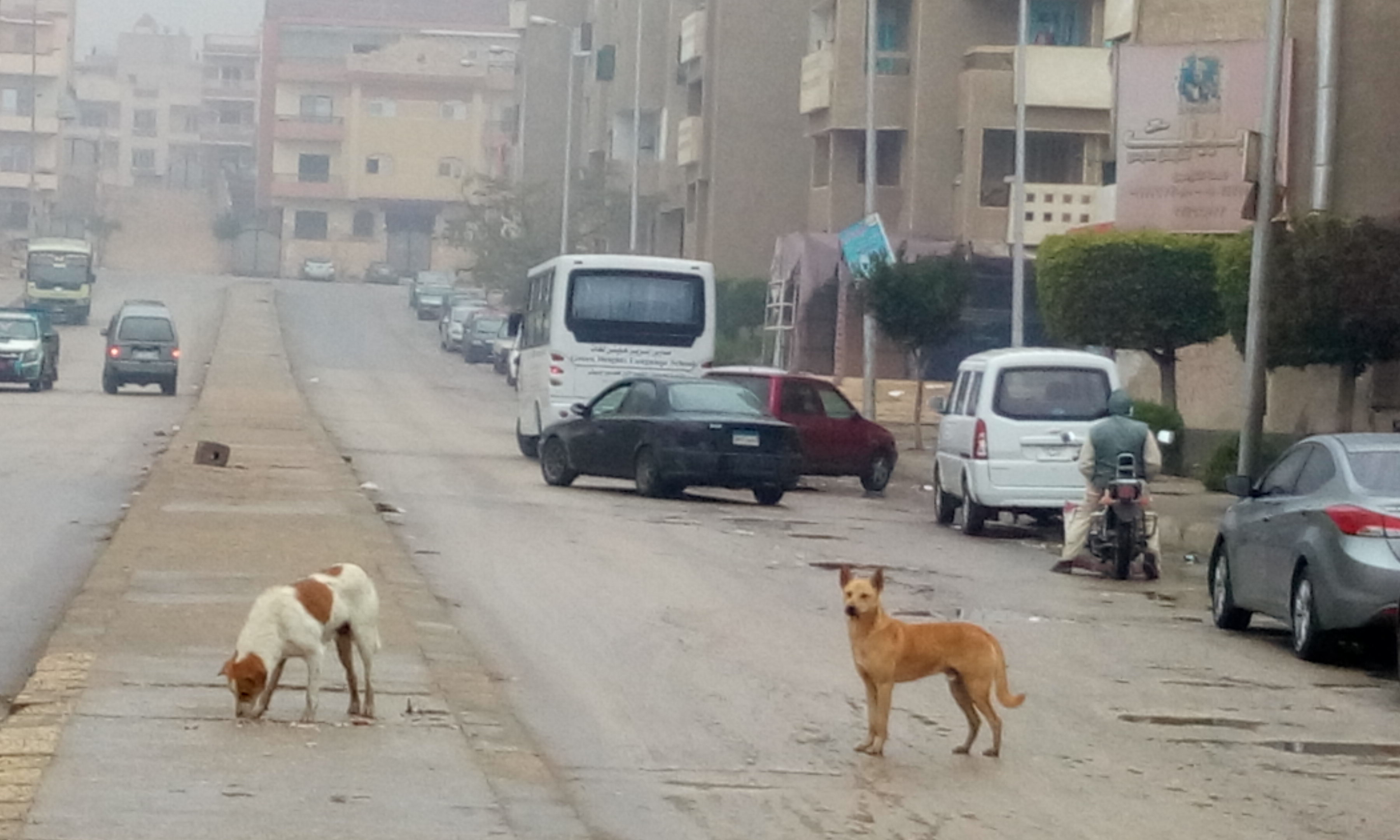
كلاب الشوارع في القاهرة.

الحيوانات الضالة مثل القطط والكلاب موجودة حول شوارع مصر. وصل محب حيواني مخصص إلى بيتا آسيا باسيفيك في فبراير 2015 وبدأوا في تقديم عريضة تسمى «حث مصر على إيقاف عمليات القتل القاسية للكلاب!» حيث سيتم إرسال الرسائل مباشرة إلى محافظ القاهرة ومحافظ الجيزة ووزير الزراعة. SPARE له الناس شجع عبر صفحتهم على الفيسبوك في يوليو 2014 على تبني الضالة الكلاب «بلدى» لانقاذهم من اعدام.
تم إطلاق عريضة أخرى مستمرة من قبل حملة (Occupy For Animals) على Change.org في يناير 2013 لوقف التسمم وإطلاق النار على حيوانات الشوارع. في مارس 2015، قضت المديرية البيطرية في المنيا والسويس بإعدام جماعي لجميع الكلاب الضالة. وفقًا لصحيفة الوطن نيوز، فقد وضعوا 133 كلبًا في المنيا.

### كلب شارع الأهرام
في فبراير 2015، تم ذبح كلب في محافظة القليوبية - شبرا الخيمة - بوحشية على أيدي ثلاثة رجال بعد أن قام الكلب بتثبيته. كانوا يهددون بتوجيه الاتهامات ضد المالك وتوصلوا إلى قتل الكلب كعمل لاسترداد الشرف وإسقاط التهم في المقابل. أصبحت القصة فيروسية بعد نشر مقطع فيديو مصور حول المذبحة على الفيس بوك، مما أدى إلى غضب نشطاء حقوق الحيوان. تم القبض على الرجال الثلاثة، اثنان منهم من الجزارين، بعد أيام من الحادث. وحُكم على المالك، إلى جانب المتهمين الثلاثة بالسجن لمدة ثلاث سنوات. خفضت محكمة استئناف في القاهرة الحكم.

### فاطمة ناعوت
في عام 2016، أُدينت الشاعرة المصرية فاطمة ناعوت بتهمة «ازدراء الدين» وحُكم عليها بالسجن لمدة ثلاث سنوات بسبب نشره على موقع فيسبوك عام 2014 ينتقد فيه قتل الحيوانات خلال العيد.

### كلب المطرية
في كانون الأول (ديسمبر) 2019، ظهر مقطع فيديو مروع على وسائل التواصل الاجتماعي يظهر أربعة أشخاص يعذبون كلبًا في سيارة توك توك (مركبة مزودة بمحركات ثلاثية العجلات) بضربها بسكاكين كبيرة، تاركًا خطوطًا عميقة طويلة عبر الجسم بينما يصرخ الكلب في العذاب وأخيرا يستسلم حتى الموت. وقع الحادث في ضاحية المطرية في القاهرة، وأثار على الفور غضبًا على الإنترنت. ونتيجة لذلك، تم القبض على أربعة أشخاص لتعذيب وقتل الكلب.

## منظمات رعاية الحيوان البارزة
- تأسست منظمة رعاية الحيوان في مصر (ACE) من قِبل كيم تايلور وجولي وارتينبرج. يقع مقرها في الأقصر ويوفر الرعاية والتعليم البيطري المجاني.[16][17]
- رعاية الحيوانات في الأقصر (AWOL) هي مؤسسة خيرية مسجلة في المملكة المتحدة على الضفة الغربية للأقصر وتركز على تعليم الأطفال في الرعاية الصحية وعلاج الحيوانات.
- يعمل دونكي الحرم من الجيزة في ثلاث عيادات متنقلة.[18]
- تشكلت منظمة إنقاذ الماو المصرية (EMRO) في عام 2004 كمنظمة غير حكومية مكرسة لإنقاذ قطط الماو، أحفاد القط المقدس المصري القديم.[19]
- تأسست الجمعية المصرية لرحمة الحيوانات (ESMA) في عام 2007 كمنظمة غير ربحية.[20][21]
- تم إنشاء شرم الشيخ اكشن (SAFA) في عام 2011 لمساعدة وإنقاذ الحيوانات الضالة في شوارع شرم الشيخ.[22]
- تأسست جمعية حماية حقوق الحيوان في مصر (SPARE) في عام 2001 من قبل أمينة أباظة. في نوفمبر 2013، ناضلت أباظة من أجل حقوق الحيوانات من خلال اقتراح قانون لمنع القسوة على الحيوانات. تم إقرار التشريع الذي تم إقراره والمادة 45 في الدستور المصري على النحو التالي: «تحمي الدولة بحارها وشواطئها وبحيراتها وممراتها المائية ومحمياتها الطبيعية. يحظر التعدي على ممتلكات الغير أو تلويثها أو إساءة استخدامها. كل مواطن مضمون حق التمتع بها. تحمي الدولة المساحات الخضراء وتنميها في المناطق الحضرية؛ الحفاظ على الموارد النباتية والحيوانية والسمكية وحماية من يتعرضون لخطر الانقراض أو الخطر؛ ضمان معاملة إنسانية للحيوانات، وفقًا للقانون.» [23][24] يتم اقتراح تشريع جديد بعد رفض تشريع سابق ينص على التعاطف والرحمة.[25]